# Cambra de gas

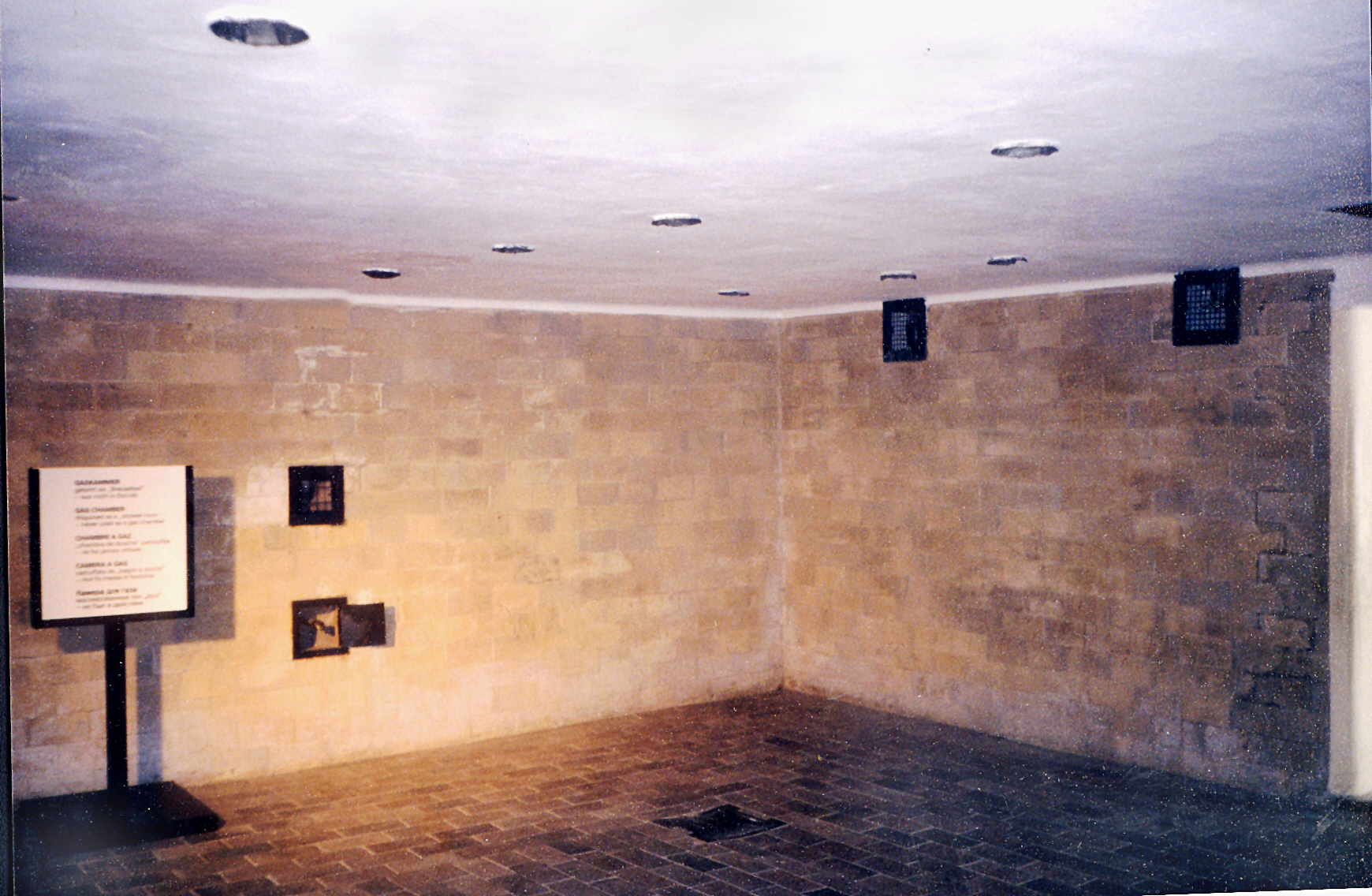
Cambra de gas del Camp de concentració de Dachau

La cambra de gas és un local hermèticament tancat on hom injecta gasos tòxics o asfixiants per a provocar la mort. Fou utilitzada en el camps de concentració nazis per exterminar persones (el gas emprat en aquest cas fou l'anomenat Zyklon B) i com a mètode d'execució per a condemnats a la pena de mort.